# Alexander Morgan
Alexander Morgan (Melbourne, 18 juli 1994) is een Australische baan- en wegwielrenner. Hij is op de baan zowel Australisch, Oceanisch als wereldkampioen geworden in het onderdeel achtervolging.

## Carrière
Alexander Morgan behaalde op 17-jarige leeftijd zijn eerste succes bij de junioren door op de baan Australisch en wereldkampioen te worden op het onderdeel ploegenachtervolging, en ook bij de Australische kampioenschappen op de weg bij de junioren de tijdrit te winnen. In de daaropvolgende jaren werd Morgan bij de junioren meermaals Australisch kampioen (zowel op de baan al op de weg) en wereldkampioen. Zijn eerste succes bij de senioren behaalde hij op de Oceanische kampioenschappen, toen hij op de baan het onderdeel individuele achtervolging won.
In 2013 en 2014 stond Alexander Morgan onder contract bij de Australische continentale ploeg Team Jayco–AIS.

## Erelijst
2011
Australisch kampioenschappen baanwielrennen (junioren)
 Ploegenachtervolging
 Individuele achtervolging
Australisch kampioenschappen wegwielrennen (junioren)
 Tijdrit
Oceanische kampioenschappen wegwielrennen (junioren)
 Tijdrit
Wereldkampioenschappen baanwielrennen (junioren)
 Ploegenachtervolging
1e Keith Esson Memorial
2e etappe Tour of Bright
2012
Australisch kampioenschappen baanwielrennen (junioren)
 Ploegenachtervolging
 Individuele achtervolging
Australisch kampioenschappen wegwielrennen (junioren)
 Wegrit
 Tijdrit
Oceanische kampioenschappen wegwielrennen (junioren)
 Tijdrit
Oceanische kampioenschappen baanwielrennen (junioren)
 Individuele achtervolging
Wereldkampioenschappen baanwielrennen (junioren)
 Ploegenachtervolging
 Individuele achtervolging
2013
Australisch kampioenschappen baanwielrennen
 Individuele achtervolging
 Ploegenachtervolging
Australisch kampioenschappen wegwielrennen (O23)
 Tijdrit
Wereldkampioenschappen baanwielrennen
 Ploegenachtervolging
2e etappe Tour of the Great South Coast
1e etappe National Capital Tour
2015
Australisch kampioenschappen baanwielrennen
 Individuele achtervolging
Oceanische kampioenschappen baanwielrennen
 Individuele achtervolging
2016
Oceanische kampioenschappen wegwielrennen (O23)
 Tijdrit
2017
Oceanische kampioenschappen baanwielrennen
 Ploegenachtervolging